# Les Fantastiques Livres volants de M. Morris Lessmore
Pour plus de détails, voir Fiche technique et Distribution.
Les Fantastiques Livres volants de M. Morris Lessmore (The Fantastic Flying Books of Mr. Morris Lessmore) est un film américain de William Joyce et Brandon Oldenburg, sorti en 2011. Le film gagne l'Oscar du meilleur court métrage d'animation.

## Synopsis
Morris Lessmore écrit sur le balcon de sa maison. Il remplit le livre de sa vie avec ses joies, ses peines, ses espoirs et son savoir. Un jour, une tornade détruit tout sur son passage. Morris Lessmore se retrouve au pied de sa maison toute retournée, à côté du livre de sa vie vide, tous les mots, toutes les lettres, se sont envolés... Il prend la route pour quitter ce paysage de désolation et rencontre une jeune femme dans les airs, accrochée à un bouquet de livres volants et qui, face à sa détresse, lui offre un livre. Ce dernier va le guider vers un grand bâtiment remplis d'un nombre considérable de livres. Il prend alors soin de ses nouveaux amis, toute sa vie. Puis, devenu vieux, il s'envole à son tour de la même manière que la jeune femme qu'il avait vue en arrivant (en fait la précédente directrice de la bibliothèque). L'un des livres revient finalement au bercail, suivi par une petite fille qui, à son tour, va découvrir le monde de la lecture.  

## Inspiration
Ce court métrage est riche en références littéraires et cinématographiques, comme Humpty Dumpty, Buster Keaton, ou le magicien d'Oz. La musique de la chanson enfantine Pop Goes the Weasel et La Foule d'Edith Piaf rythment ce court métrage. Morris Lessmore a été entièrement réalisé dans l’État de Louisiane, en hommage et soutien à ceux qui ont été touchés par les ouragans Katrina et Rita.
Morris Lessmore sauve un livre, la première édition en français de De la Terre à la Lune de Jules Verne.

## Fiche technique
- Titre original : The Fantastic Flying Books of Mr. Morris Lessmore
- Titre français : Les Fantastiques Livres volants de M. Morris Lessmore
- Réalisation : William Joyce et Brandon Oldenburg
- Scénario : William Joyce
- Pays d'origine : États-Unis
- Format : Couleurs
- Genre : animation, court métrage
- Durée : 15 minutes
- Date de sortie : 2011

## Livre
William Joyce, Les Fantastiques Livres volants de Morris Lessmore, traduit de l'anglais par Alice Boucher, Bayard Jeunesse, 2013